# Nissan Primastar
Nissan Primastar är en skåpbil eller minibuss tillverkad av Nissan.
Bilen byggs i samriskföretag med Opel och Renault, vars motsvarande modeller heter Vivaro hhv. Trafic.

## Motorer
- 2.0 bensin 86 kW (117 hk) eller 88 kW (120 hk)
- 1.9 dCi 60 kW (82 hk) eller 74 kW (101 hk)
- 2.0 dCi 66 kW (90 hk) eller 84 kW (114 hk)
- 2.5 dCi 99 kW (135 hk) eller 107 kW (145 hk)